# Стрелица (Тверская область)
Стрелица — деревня в Весьегонском муниципальном округе Тверской области.

## География
Деревня находится в северо-восточной части Тверской области на расстоянии приблизительно 6 км на северо-запад по прямой от районного центра города Весьегонск на правом берегу реки Молога в зоне подпора вод Рыбинского водохранилища.

## История
Известна с XIX века. Дворов было 27(1859), 37 (1889), 76 (1931), 27(1963), 19 (1993). Входила в состав колхоза «Рыбак»,. До 2019 года входила в состав Ёгонского сельского поселения до упразднения последнего.

## Население
Численность населения: 167 человек (1859), 226 (1889), 348 (1931), 82(1963), 23 (1993),, 16 (русские 94 %) в 2002 году, 10 в 2010.